# Germinal (film, 1993)
Pour les articles homonymes, voir Germinal (homonymie).
Pour plus de détails, voir Fiche technique et Distribution.
Germinal est un film franco-belge, tiré du roman du même nom d'Émile Zola, réalisé par Claude Berri, sorti en 1993.

## Synopsis

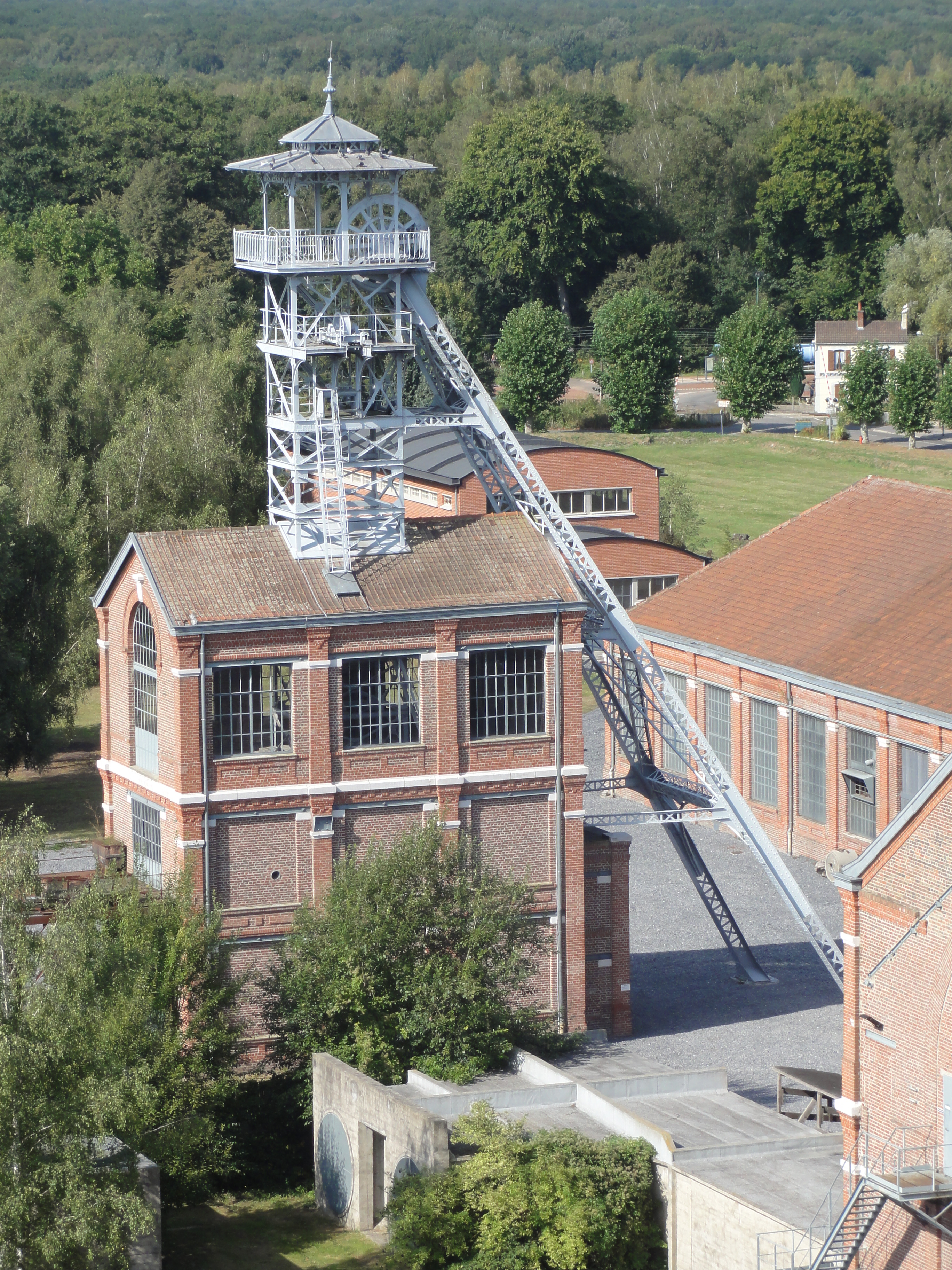
Le puits no 2 de la fosse Arenberg a été utilisé pour le tournage.

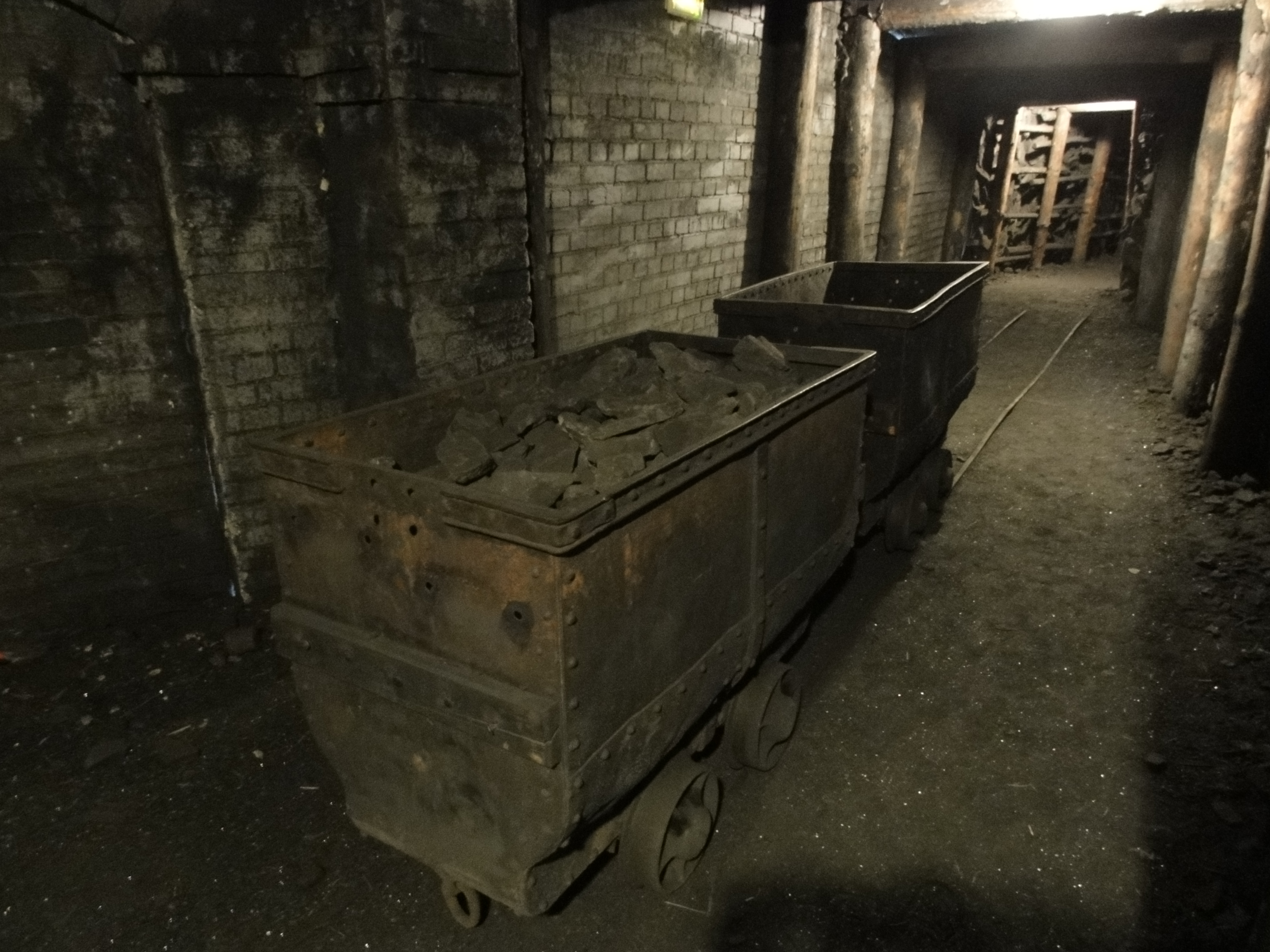
Les galeries du film.

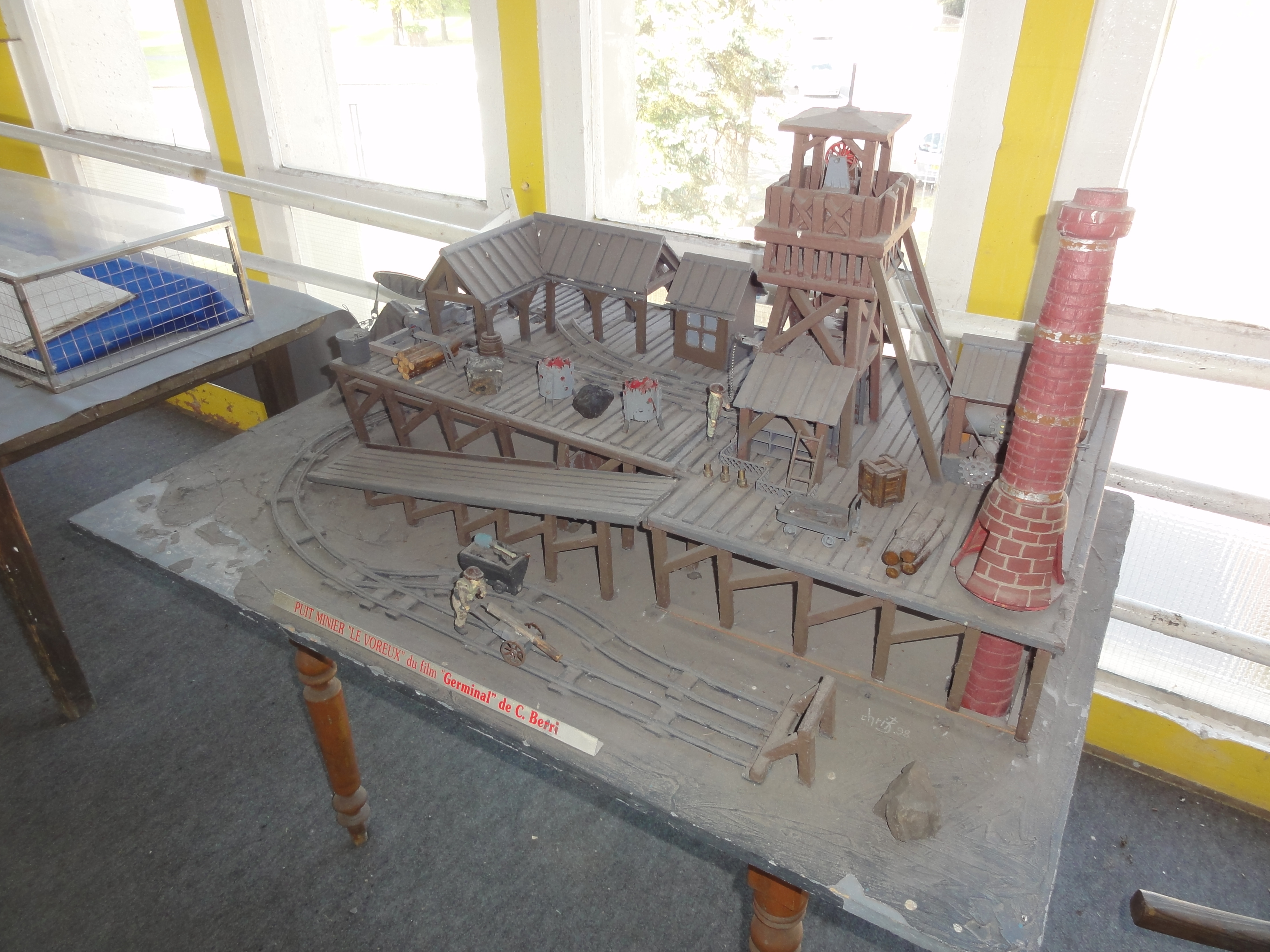
La maquette du puits du Voreux, dont les décors ont été détruits en 1994.

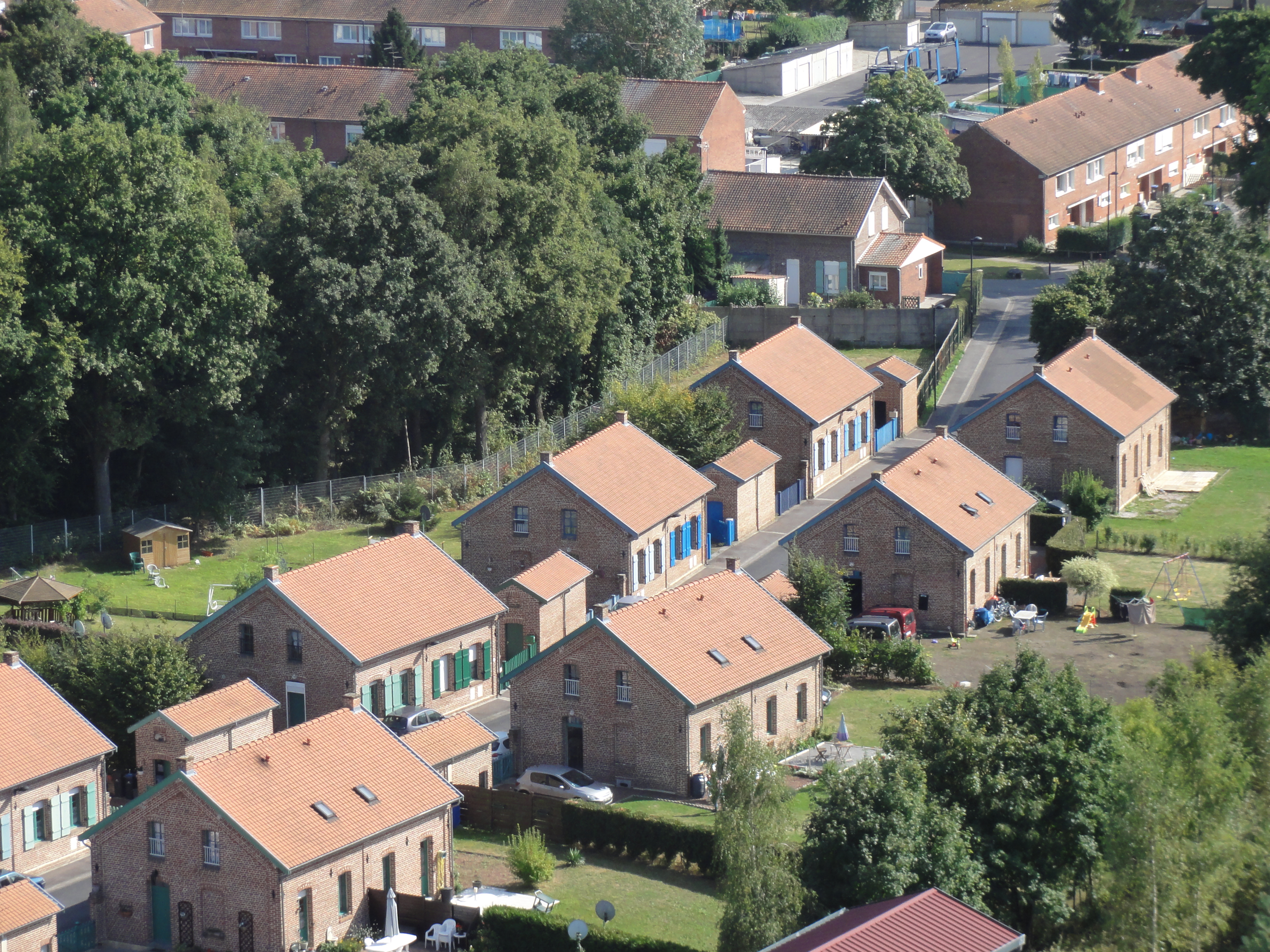
Les maisons utilisées pour le tournage.

Vers la fin du XIXe siècle, Étienne Lantier, machineur au chômage, arrive à la mine « Le Voreux », dans le nord de la France. Après la mort d'une mineuse du nom de Fleurance, il est engagé. Il est envoyé dans un petit groupe dirigé par Toussaint Maheu, qui devient son ami. La famille Maheu compte dix personnes : le père de Toussaint, Vincent, surnommé Bonnemort, travaillant également à la mine, sa femme, la Maheude, et leurs enfants. Zacharie, Catherine et Jeanlin, les ainés, travaillent eux aussi à la mine ; Alzire, bossue, garde le lit ; Léonore, Henri et Maxime le petit dernier sont encore trop petits pour travailler.
« Le Voreux » est dirigée par Hennebeau, dont le neveu, Paul Négrel, est le principal ingénieur. Cette mine appartient à des actionnaires, « qui habitent Paris ». La mine « Jean Bart », sa voisine, appartient et est dirigée par Victor Deneulin. La famille Grégoire, dont la femme est la sœur de Deneulin, organise le mariage de leur fille, Cécile, avec Paul Négrel. Paul est poussé à ce mariage par sa tante et amante, Madame Hennebeau.
Logé par le cabaretier du village, Rasseneur, Étienne se plonge rapidement dans les discussions politiques concernant le travail dans la mine. Rasseneur, d'opinion socialiste, et Souvarine, anarchiste, s'opposent dans leur vision des actions à mener pour faire comprendre à la direction les conditions de travail de plus en plus dures des mineurs de fond. Étienne, même s'il comprend les visions de Rasseneur, qui prône l'adhésion à l'AIT, nouvellement créée, préfère monter auprès de ses camarades une caisse de prévoyance, qui servirait en cas de grève. Les familles des mineurs sont déjà toutes fortement endettées auprès de l'épicier du coin, Maigrat.
Dans le même temps, Zacharie, le fils aîné de Maheu, se marie. Le fils cadet, Jeanlin, se brise une jambe lors d'un éboulement, et ne peut plus être employé par la mine à plein régime. Afin de pouvoir continuer à avoir un revenu correct, la famille Maheu prend Étienne en pension. Celui-ci ne tarde pas à tomber amoureux de Catherine, la fille aînée, qui n'est pas non plus insensible à sa présence. Elle est toutefois « fiancée » de Chaval, mineur lui aussi au Voreux, puis à Jean Bart.
Lorsque la direction du Voreux impose une baisse du prix de la berline de charbon ainsi que le paiement du boisage à part, entraînant alors une baisse de la paye des mineurs, ceux-ci tentent de raisonner Monsieur Hennebeau puis se mettent en grève. Au bout d'un mois, la grève dure toujours au Voreux. Catherine habite désormais avec Chaval et est méprisée par sa mère qui lui reproche d'être partie avec sa paye. Durant une réunion, Maheu et Étienne apostrophent Chaval, venu en spectateur, lui reprochant d'être un traître. Chaval leur enjoint de venir le lendemain à Jean Bart, déclarant que les mineurs de là-bas vont également se mettre en grève pour les soutenir.
Mais le lendemain, Chaval, après avoir tenté d'organiser la grève, cède devant l'offre de Deneulin qui lui propose d'être porion. Il descend donc, avec Catherine, alors qu'Étienne et les gens du Voreux se sont mis en route. Une fois à Jean Bart, ceux-ci et les grévistes de Jean Bart saccagent et brûlent les locaux ; Maheu coupe lui-même à la hache le câble de l'ascenseur. La ruine de Deneulin est signée.
Lorsque Chaval et Catherine remontent à la surface par les échelles, ils sont accueillis par des injures et des horions de la part des grévistes. Étienne manque de s'emporter et de tuer Chaval ; Catherine s'interpose. Reprenant ses esprits, Étienne et ses troupes rentrent au Voreux, où ils assiègent l'épicerie de Maigrat. Celui-ci, prenant peur, tente de fuir par les toits, mais tombe et se tue ; les femmes des mineurs lui coupent les parties génitales, pour se venger des avances qu'il leur faisait autrefois. Sur ce, les gendarmes arrivent pour imposer à nouveau le calme. Étienne, désigné comme meneur, est obligé de se cacher.
Lorsque les gendarmes sont persuadés qu'il est passé en Belgique, il peut enfin sortir de sa cachette, et apprend par Rasseneur que la direction du Voreux a fait appel à des mineurs belges. Chaval, qui a quitté Catherine et est revenu au Voreux, les conduit, et l'armée est chargée de la protection de la mine. Alzire Maheu meurt. Le jour de l'arrivée des Belges, les mineurs français forment un attroupement pour convaincre la troupe de les laisser passer. La discussion dégénère et l'officier commandant le bataillon est blessé : les soldats font feu sur les mineurs. Toussaint Maheu est tué. Étienne est à nouveau obligé de se cacher.
Il finit par sortir pour rejoindre le travail et abandonner la grève. Accompagné de Catherine, il descend à nouveau au fond. Mais Souvarine a mis ses intentions à exécution : il a saboté les structures qui empêchent l'eau de noyer la mine. Les mineurs tentent de sortir par des anciennes cheminées d'aération, mais Catherine, Chaval et Étienne sont piégés dans un cul-de-sac. Étienne tue Chaval lors d'une bagarre ; Catherine finit par reconnaitre ses sentiments et se donne à lui, pensant qu'ils vont mourir.
Les secours, organisés par Négrel, tentent de localiser les derniers survivants. Zacharie, aidant aux recherches, est tué par l'explosion d'une poche de grisou. Le père Maheu, lui, perd la raison et étrangle Cécile Grégoire, venue avec ses parents faire la charité. Lorsque les secours pénètrent dans le cul-de-sac, seul Étienne est encore en vie. Dehors, la Maheude, voit le cadavre de sa fille et invective durement Étienne.
Celui-ci finit par repartir du Voreux. Il se rend une dernière fois à l'entrée de la mine, pour dire au revoir à ses anciens camarades. Il croise la Maheude, qui retourne elle aussi au fond : elle s'excuse de l'avoir rendu responsable de ses malheurs. Elle lui apprend également que le père Maheu est toujours chez elle, mais que sa pension d'ancien mineur a été révoquée. Elle prévoit que, bientôt, ses trois derniers enfants rejoindront les rangs des travailleurs, comme elle et Jeanlin. Étienne quitte le Voreux, pensant que son combat n'a pas été complètement vain.

## Fiche technique
- Titre : Germinal
- Réalisation : Claude Berri, assisté de Frédéric Auburtin
- Scénario : Claude Berri et Arlette Langmann, d'après le roman éponyme d'Émile Zola (1884-1885)
- Production : Renn Productions, DD Productions, Alternative Films (Belgique), (Nuova Artisti Associati Italie)
- Producteurs : Claude Berri, Gérard Depardieu
- Producteur associé : Bodo Scriba
- Producteur exécutif : Pierre Grunstein
- Musique : Jean-Louis Roques
- Directeur de la photographie : Yves Angelo
- Photographe de plateau : Benoît Barbier
- Montage : Hervé de Luze
- Décors : Christian Marti et Hoang Thanh At
- Maquillage : Joël Lavau
- Son : Pierre Gamet
- Mixage : Dominique Hennequin
- Costumes : Caroline de Vivaise
- Distribution : AMLF
- Pays de production :  Belgique,  France et  Italie
- Format : couleur - 2,35:1 - Dolby Surround - 35 mm
- Genre : drame
- Durée : 153 minutes
- Date de sortie : 29 septembre 1993
- Classification : Tous publics

## Distribution
- Renaud : Étienne Lantier
- Miou-Miou : La Maheude
- Gérard Depardieu : Toussaint Maheu
- Jean Carmet : Vincent Maheu dit Bonnemort
- Judith Henry : Catherine Maheu
- Jean-Roger Milo : Antoine Chaval (Simplement appelé « Chaval » dans le roman. Le prénom « Antoine » provient des dossiers préparatoires de Zola)
- Laurent Terzieff : Souvarine
- Bernard Fresson : Victor Deneulin
- Jean-Pierre Bisson : Rasseneur
- Gérard Croce : Maigrat
- Jacques Dacqmine : Philippe Hennebeau
- Anny Duperey : Madame Hennebeau
- Frédéric van den Driessche : Paul Négrel
- Annick Alane : Madame Grégoire
- Pierre Lafont : Léon Grégoire
- Yolande Moreau : La Levaque
- Thierry Levaret : Zacharie Maheu
- Albano Guaetta : Jeanlin Maheu
- Séverine Huon : Alzire Maheu
- Jessica Sueur : Léonore Maheu (Lénore Maheu dans le roman)
- Mathieu Mathez : Henri Maheu
- Alexandre Lekieffre : Maxime Maheu (Estelle Maheu dans le roman)
- Georges Staquet : Levaque
- Sabrina Deladerière : Philomène Levaque
- Maximilien Reggiani : Pierron
- Joël Petit : Bébert
- Anne-Marie Pisani : La Mouquette
- André Julien : Mouque
- Yvette Petit : La veuve Désir
- Solenn Jarniou : Mme Rasseneur
- Fred Personne : Pluchart
- Cécile Bois : Cécile Grégoire
- Delphine Quentin : Lucie Deneulin
- Alexandrine Loeb : Jeanne Deneulin
- Fred Ulysse : Dansaert
- Frédérique Ruchaud : Honorine
- Maryse Moutier : Mélanie
- Jenny Clève : Rose
- Nathalie Hequet : Amélie
- Bruno Tuchszer : Le capitaine des gardes
- Fernand Kindt : Le secrétaire de la compagnie
- André Chaumeau : Le caissier de la compagnie
- Philippe Desboeuf : Le médecin
- Corinne Masiero : Une danseuse à robe rose au bal (non créditée)

## Distinctions
- Césars 1994 : 
  - Meilleure photographie (Yves Angelo)
  - Meilleurs costumes (Sylvie Gautrelet, Caroline de Vivaise et Moidele Bickel)
- Également nominations dans les catégories : 
  - Meilleur film (Claude Berri)
  - Meilleur réalisateur (Claude Berri)
  - Meilleur scénario (Claude Berri et Arlette Langmann)
  - Meilleur montage (Hervé de Luze)
  - Meilleure musique (Jean-Louis Roques)
  - Meilleurs décors (Hoang Thanh At)
  - Meilleur son (Pierre Gamet et Dominique Hennequin)
  - Meilleure actrice (Miou-Miou)
  - Meilleur second rôle masculin (Jean-Roger Milo)
  - Meilleur second rôle féminin (Judith Henry)

## Autour du film
- Pour une raison inconnue, les prénoms originaux de Lénore et d'Estelle Maheu dans le roman d'Émile Zola sont devenus respectivement Léonore et Maxime dans le film de Claude Berri. D'autre part, le prénom de Chaval n'est pas cité dans le roman, alors que, lors de l'appel faisant suite à la rupture du cuvelage dans la fosse, un porion crie : "Chaval, Antoine !". Il n'est connu que dans les dossiers préparatoires d'Émile Zola concernant les Rougon-Macquart.

- Claude Berri voulait absolument Renaud pour interpréter le rôle d'Étienne Lantier. Celui-ci mit trois ans pour accepter le rôle, mais il garda néanmoins un goût amer de cette expérience cinématographique. Le film qui devait durer 3 h 38 min, est amputé de plusieurs scènes où il jouait, ce qui rend son personnage incompréhensible selon lui. D'autre part, Renaud garde l'impression que Claude Berri le considérait comme un pantin, qui devait répéter chaque phrase exactement comme il la prononçait, sans qu'il puisse apporter sa touche personnelle.
- Claude Berri rend à nouveau hommage à son père à travers ce film. Artisan fourreur faubourg Saint-Denis, il votait communiste et luttait pour un monde meilleur.
- La plupart des figurants (huit mille en tout) ont été choisis parmi d'anciens mineurs, fils et petits-fils de mineurs.
- Le film a coûté 165 millions de francs, ce qui en faisait à ce moment-là, le film le plus cher de l'histoire du cinéma français.
- Le tournage du film facilite la patrimonialisation de la fosse Arenberg (ouverte en 1903 et mise hors service en 1989), classée monument historique à partir de 1992 puis inscrite au patrimoine mondial de l'UNESCO en 2012. Il inspire également sa reconversion en pôle d'excellence en image et médias numériques depuis 2015[1].
- Le Conseil régional du Nord-Pas-de-Calais a accordé une subvention de 10 millions de francs, ce qui a permis de démarrer le projet. Après le succès du film, qui a totalisé six millions d'entrées, Claude Berri voulait rembourser cet argent entre tous ceux de la région qui avaient travaillé dessus, mais la présidente de la région, Marie-Christine Blandin, lui a alors plutôt conseillé de créer une fondation pour aider les gens de la région en difficulté financière à créer une entreprise[2].
- Corinne Masiero fait ici sa première figuration en danseuse de bal. Par ailleurs, la comédienne a affirmé dans une interview qu'elle fut marquée par le manque de discipline de Gérard Depardieu durant le tournage.